# Tristrophis opisthommata
Tristrophis opisthommata là một loài bướm đêm trong họ Geometridae.